# 台北捷運321型電車

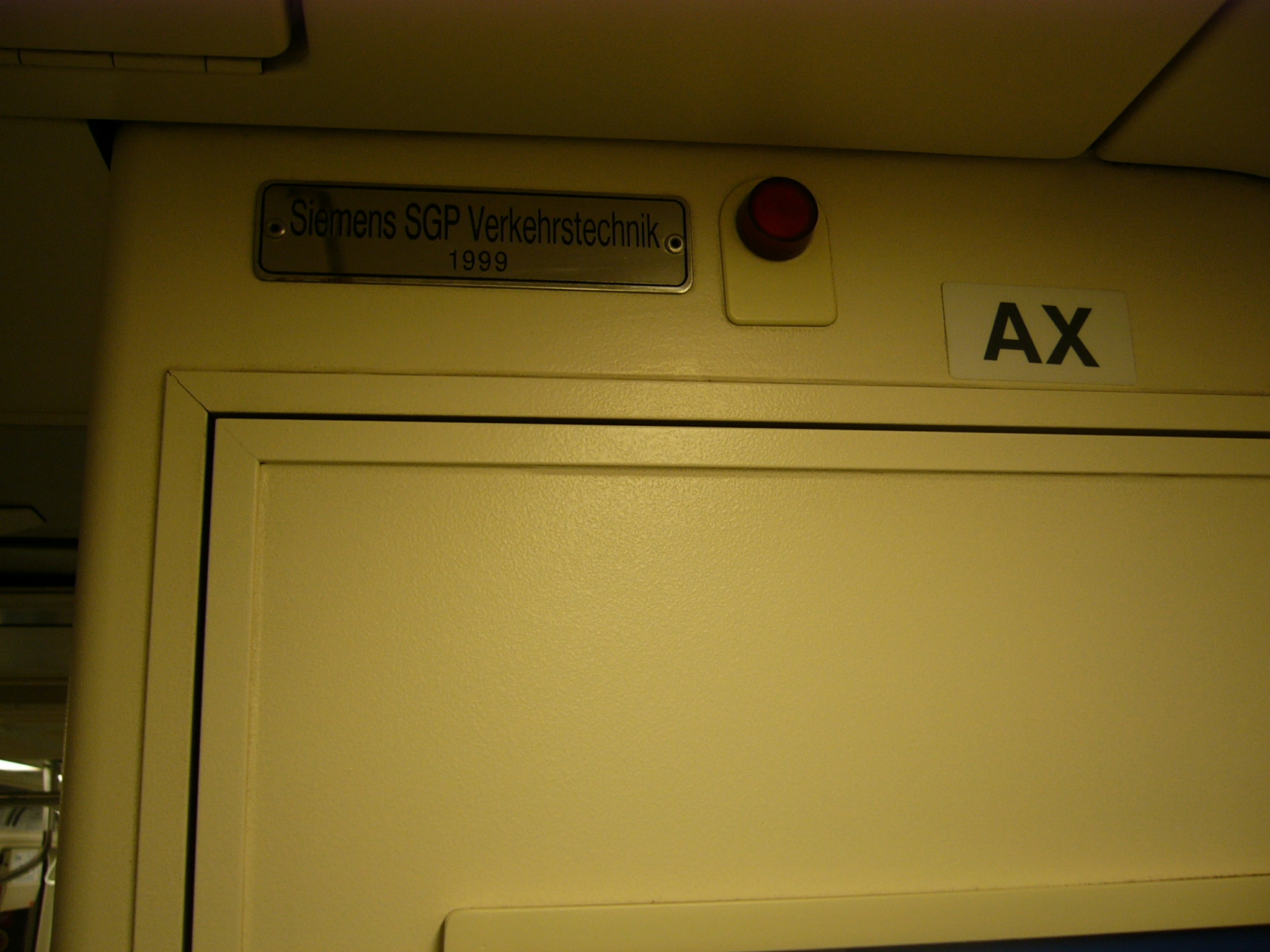
製造銘板（シーメンスSGP）

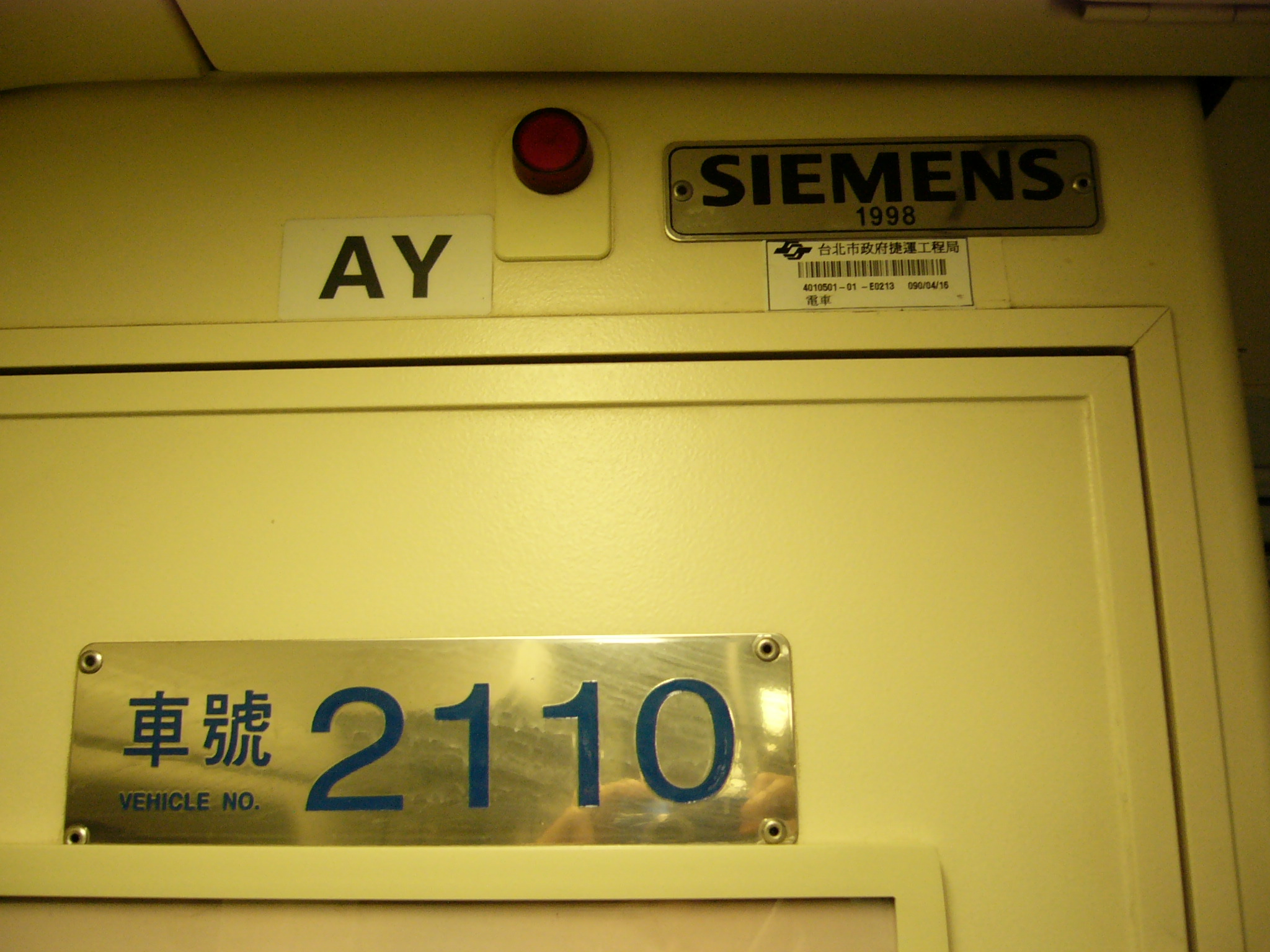
製造銘板（シーメンス）

321型電車（たいぺいしょううん321がたでんしゃ）、またはC321型電車は、台北都会区大衆捷運系統（台北捷運）で運用されている通勤型電車である。

## 概要
ゴムタイヤ式の文湖線を除く路線で運用されている通常規格の高運量電車としては301型に次ぐ2世代目にあたり、中和線、新店線、南港線の開業に備えて36編成72組216両が配備された。シーメンス（現シーメンス・モビリティ）が製造している。
90年代末から2000年代初頭にかけてポルシェデザイン・スタジオ監修でシーメンスが展開していた都市鉄道車両用コンセプトモデル『Modular Metro(モジュラー・メトロ)』採用となった。
一部の製造はシーメンスの子会社で、オーストリア・ウィーンを拠点とするSimmering-Graz-Pauker AG/SGP Verkehrstechnikで行われている。
台北市政府捷運工程局の機電工程入札番号CH321（新店線・11編成）、CC361（中和線・8編成）、CN331（南港線・17編成））が形式名としての由来。実際の車両番号とは必ずしも一致しない（下記#編成参照）。またその後の配備再編のため、板南線専属となっている。

## 設計
前面が白のFRPで、川崎重工業製の301型との違いとなっている。
内装面では先代及び同局他形式と大差なく、標準的なものとなっている。後の更新工事時に次世代の341型と同様の転落防止策、車外側面、車内ドア上の行先案内をフルカラーLEDへ変更などがなされた。

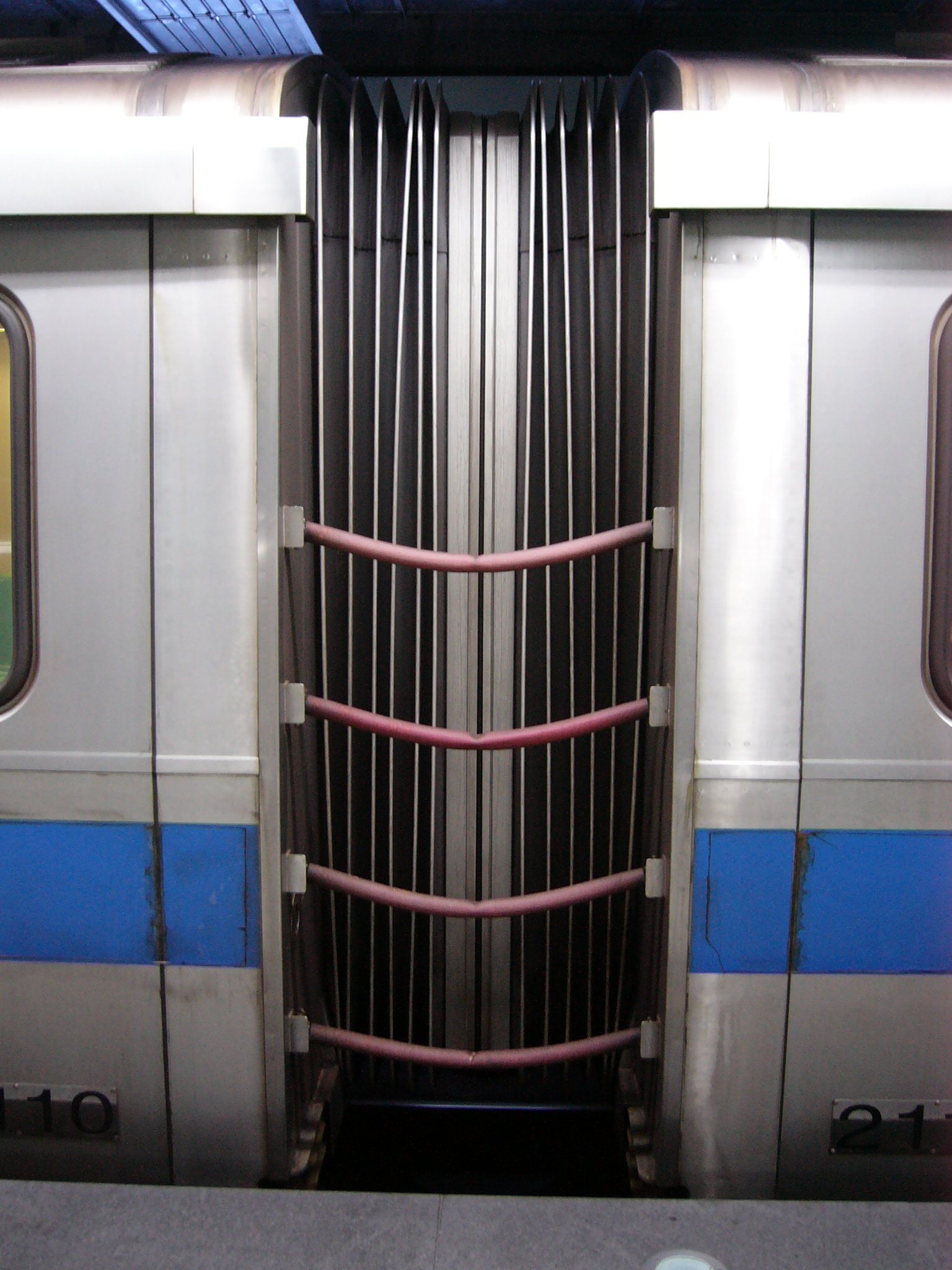
更新後の連結部
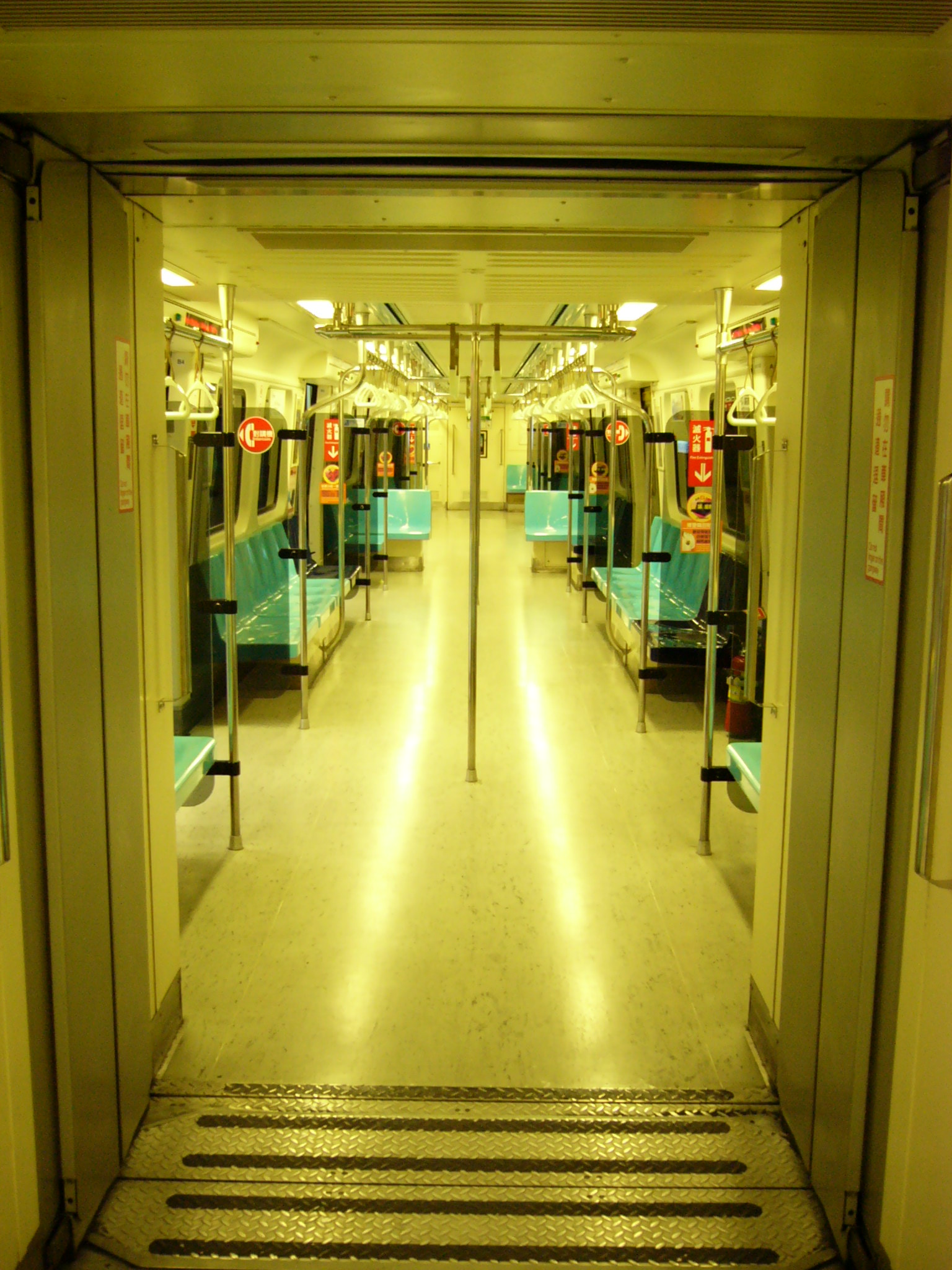
内装
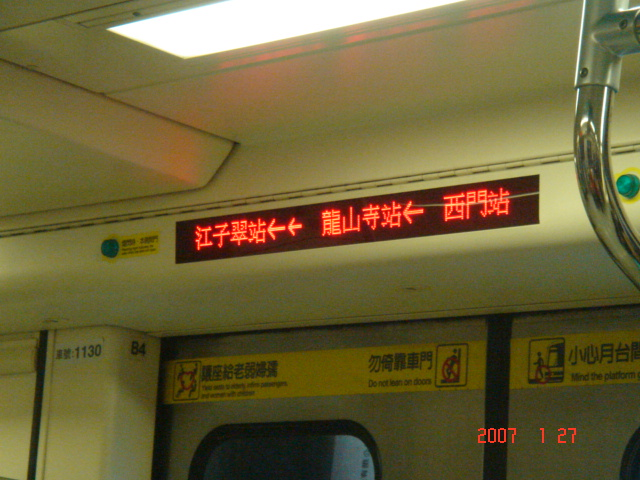
更新前の旅客案内装置
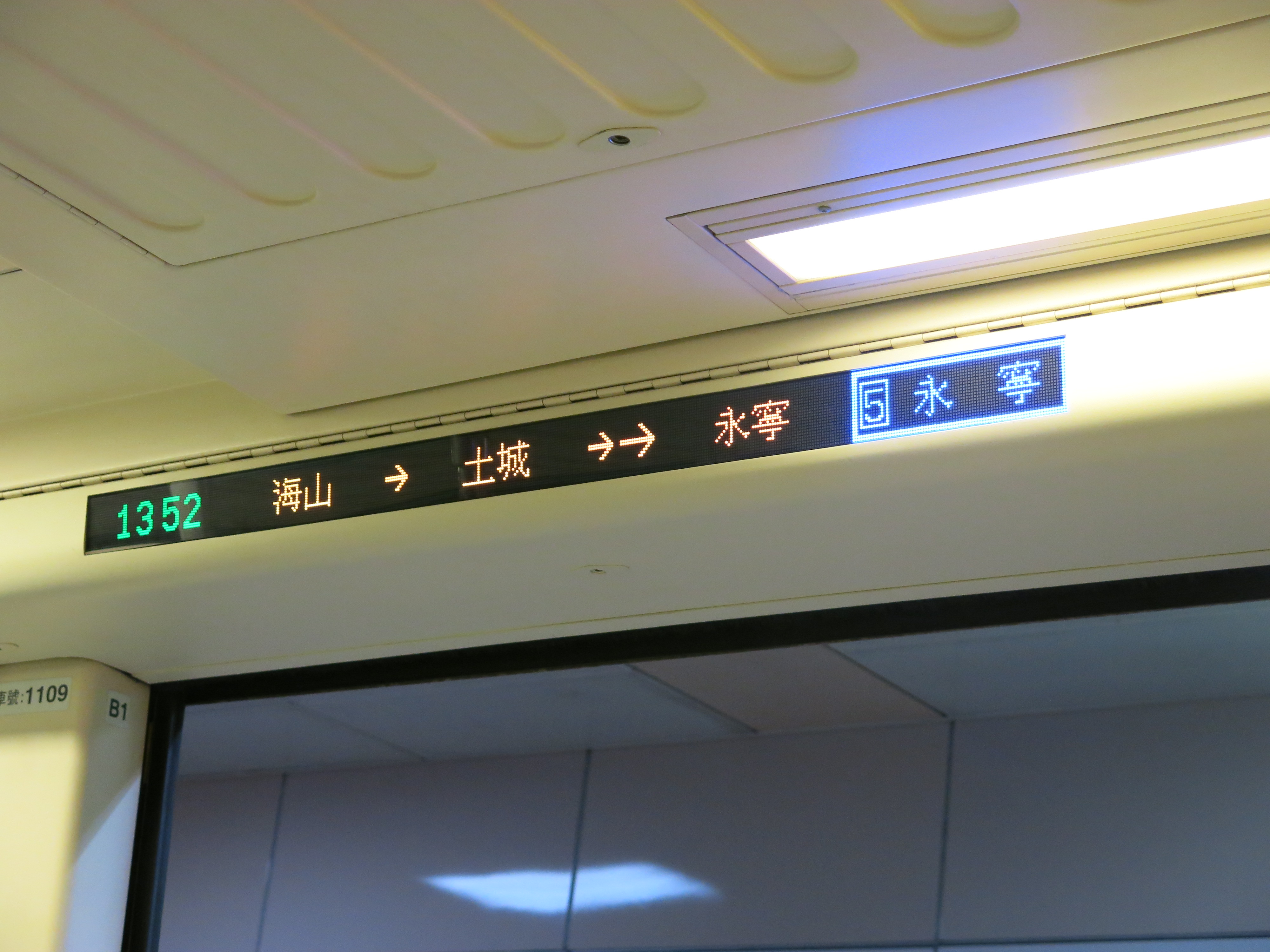
更新後の旅客案内装置
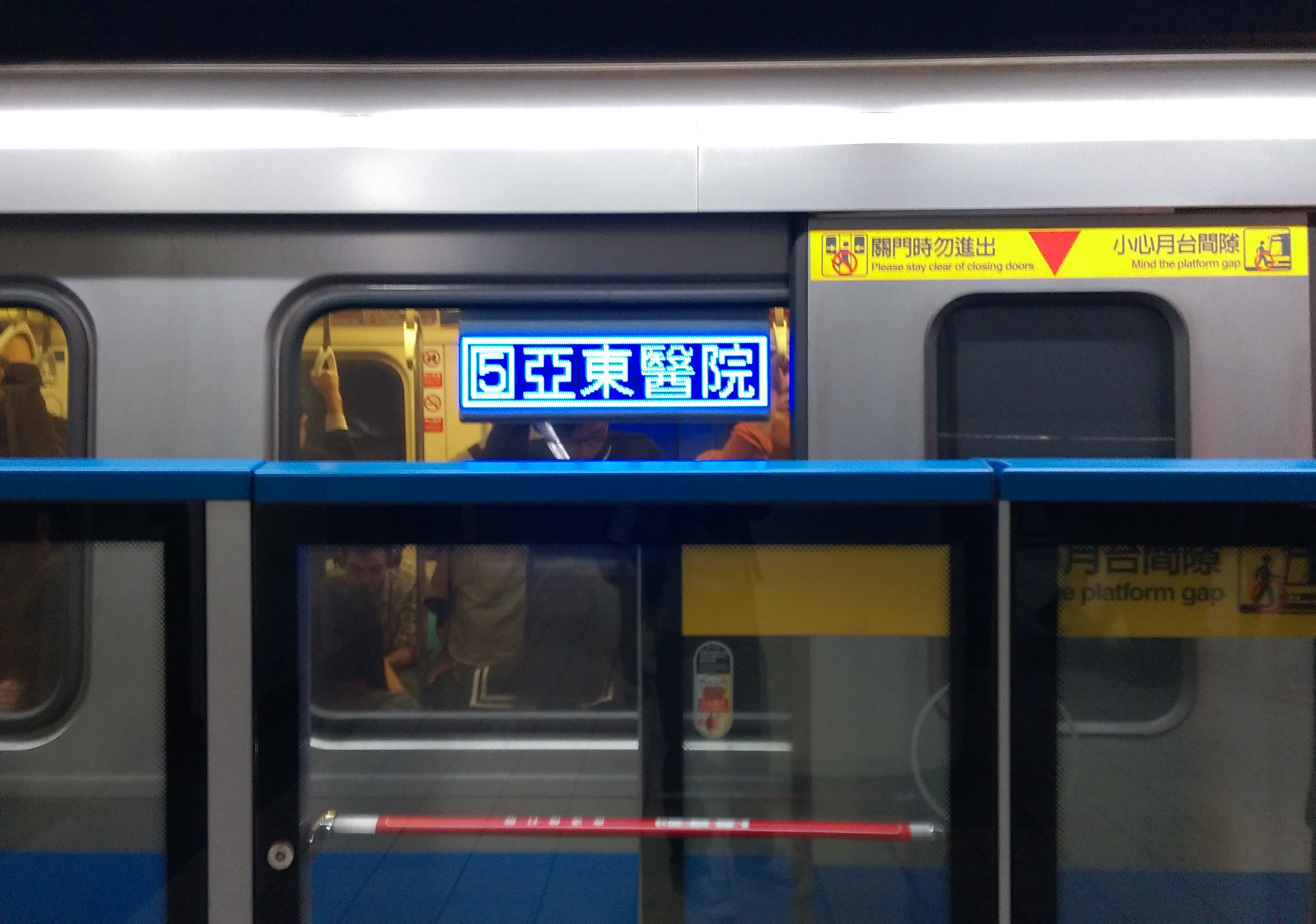
更新時に追加された側面の行先表示

### 編成
制御電動車 - 中間付随車 - 中間電動車の3連ユニットで2ユニットを前後に連結して4M2Tの6両編成としている。号車表示は当欄における便宜的なものであり、xxは奇数を、yyは偶数を意味する。
117/118編成は2014年の台北捷運江子翠駅通り魔事件の現場となったため、事件後運用から外れて車内消毒、内装などの一式交換を経て175/176編成と改番のうえで翌2015年に運用復帰した。173/174が空き番となったのは、「一七三/一七四」の音（Yīqīsān / Yīqīsì）が中国語の「一起殺/一起死（Yīqǐshā / Yīqǐsǐ）」と似ていて事件を連想させることを回避したとされている。
|             | 321型                  |            |               |               |            |                        |
| 号車        | 1 DM1                  | 2 T        | 3 M2          | 4 M2          | 5 T        | 6 DM1                  |
| 形式        | 11xx (Mc)              | 21xx (T)   | 31xx (M2)     | 31yy (M2)     | 21yy (T)   | 11yy (Mc)              |
| 客室設備    | バリアフリー・アクセス |            |               |               |            | バリアフリー・アクセス |
| 搭載機器    | VVVF,BC,CB             | CP,Mtr,SIV | VVVF,BC,CB,CP | VVVF,BC,CB,CP | CP,Mtr,SIV | VVVF,BC,CB             |
| 車体重量(t) | 39.5                   | 34         | 39.5          | 39.5          | 34         | 39.5                   |
| 座席定員    | 66                     | 66         | 66            | 66            | 66         | 66                     |
| 車両定員    | 368                    | 368        | 368           | 368           | 368        | 368                    |
| 1998年      | 101                    | 101        | 101           | 102           | 102        | 102                    |
| 1998年      | :                      | :          | :             | :             | :          | :                      |
| 1998年      | 115                    | 115        | 115           | 116           | 116        | 116                    |
| 1998年      | 117→175                | 117→175    | 117→175       | 118→176       | 118→176    | 118→176                |
| 1998年      | 119                    | 119        | 119           | 120           | 120        | 120                    |
| 1998年      | :                      | :          | :             | :             | :          | :                      |
| 1998年      | 137                    | 137        | 137           | 138           | 138        | 138                    |
| 1999年      | 139                    | 139        | 139           | 140           | 140        | 140                    |
| 1999年      | :                      | :          | :             | :             | :          | :                      |
| 1999年      | 171                    | 171        | 171           | 172           | 172        | 172                    |

範例
- VVVF：主制御器（VVVFインバータ装置）
- Rc：コンバータ装置
- Mtr：主変圧器
- CB：遮断器
- SIV：静止形インバータ
- CP：空気圧縮機
- BC：補助電源用電池充電器
- ：車椅子固定装置

## 配属・運用
土城機廠、南港機廠
- 板南線：全編成

## 関連
- 台北捷運
  - 台北捷運301型電車
  - 台北捷運341型電車
- シーメンス・モビリティ
  - モジュラー・メトロ
- ポルシェデザイン

## 参考資料
（繁体字中国語）(台北市政府捷運工程局)第一節 車輛工程